# غارث هدسون (موسيقي)
غارث هدسون هو موسيقي وعازف بيانو كندي، ولد في 2 أغسطس 1937 في وندسور في كندا.

## وصلات خارجية
- غارث هدسون على موقع IMDb (الإنجليزية)
- غارث هدسون على موقع الموسوعة البريطانية (الإنجليزية)
- غارث هدسون على موقع ميوزك برينز (الإنجليزية)
- غارث هدسون على موقع إن إن دي بي (الإنجليزية)
- غارث هدسون على موقع أول ميوزيك (الإنجليزية)
- غارث هدسون على موقع ديسكوغز (الإنجليزية)
- غارث هدسون على موقع قاعدة بيانات الفيلم (الإنجليزية)